# Roy Piccard
Roy Piccard (Albertville, 2 dicembre 1993) è uno sciatore alpino francese.

## Biografia
Roy Piccard proviene da una famiglia di grandi tradizioni nello sci alpino: è figlio di Ian e nipote di Franck, Jeff, John, Leïla e Ted, tutti sciatori alpini di alto livello.
Originario di Les Saisies e attivo dal novembre del 2008, Piccard ha esordito in Coppa Europa il 26 gennaio 2011 a Méribel in supergigante, senza completare la gara, e in Coppa del Mondo il 16 dicembre 2016 in Val Gardena nella medesima specialità (64º). In Coppa Europa ha ottenuto il primo podio il 20 dicembre 2018 ad Altenmarkt-Zauchensee (3º), tre vittorie (la prima il 16 marzo 2019 a Sella Nevea, l'ultima il 22 dicembre 2020 ad Altenmarkt-Zauchensee) e l'ultimo podio il 13 marzo 2021 a Saalbach-Hinterglemm (3º), in tutti i casi in supergigante, mentre in Coppa del Mondo ha ottenuto il miglior piazzamento il 29 dicembre 2021 a Bormio in supergigante (20º) e ha preso per l'ultima volta il via il 23 gennaio 2022 a Kitzbühel in discesa libera (31º). Si è ritirato al termine della  stagione 2021-2022 e la sua ultima gara è stata il supergigante dei Campionati belgi 2022, disputato il 16 aprile a Val-d'Isère; non ha preso parte a rassegne olimpiche o iridate.
Dalla stagione 2022-2023 si è dedicato allo sci alpino paralimpico, nel ruolo di atleta guida per sciatori ipovedenti: in coppia con Hyacinthe Deleplace ha ottenuto il primo podio in Coppa del Mondo l'8 dicembre 2022 a Sankt Moritz in slalom gigante (2º) e ai Mondiali di Espot 2023 ha vinto la medaglia d'argento nella discesa libera, si è classificato 4º sia nel supergigante sia nella combinata e non ha completato lo slalom gigante e lo slalom speciale. In quella stessa stagione 2022-2023 in Coppa del Mondo Deleplace e Piccard si sono piazzati al 2º posto nella classifica generale e in quelle di discesa libera, supergigante, slalom gigante e slalom speciale, mentre nella successiva stagione 2023-2024 hanno conquistato la prima vittoria nel circuito, il 20 dicembre a Steinach am Brenner in supergigante. L'anno dopo ai Mondiali di Maribor 2025 è stato 6º sia nello slalom gigante sia nello slalom speciale.

## Palmarès

### Sci alpino

#### Coppa del Mondo
- Miglior piazzamento in classifica generale: 125º nel 2021

#### Coppa Europa
- Miglior piazzamento in classifica generale: 6º nel 2019
- Vincitore della classifica di supergigante nel 2019
- 7 podi:
  - 3 vittorie
  - 2 secondi posti
  - 2 terzi posti

##### Coppa Europa - vittorie
| Data             | Località              | Paese   | Specialità |
| ---------------- | --------------------- | ------- | ---------- |
| 16 marzo 2019    | Sella Nevea           | Italia  | SG         |
| 17 marzo 2019    | Sella Nevea           | Italia  | SG         |
| 22 dicembre 2020 | Altenmarkt-Zauchensee | Austria | SG         |

Legenda:

GS = supergigante

#### Campionati francesi
- 1 medaglia:
  - 1 bronzo (discesa libera nel 2019)

### Sci alpino paralimpico

#### Mondiali
- 1 medaglia (con Hyacinthe Deleplace):
  - 1 argento (discesa libera a Espot 2023)

#### Coppa del Mondo
- Miglior piazzamento in classifica generale: 2º nel 2023 (con Hyacinthe Deleplace)
- 29 podi (con Hyacinthe Deleplace):
  - 1 vittoria
  - 13 secondi posti
  - 15 terzi posti

##### Coppa del Mondo - vittorie
| Data             | Località            | Paese   | Specialità                   |
| ---------------- | ------------------- | ------- | ---------------------------- |
| 20 dicembre 2023 | Steinach am Brenner | Austria | SG (con Hyacinthe Deleplace) |

Legenda:

SG = supergigante